# Economia d'Austràlia

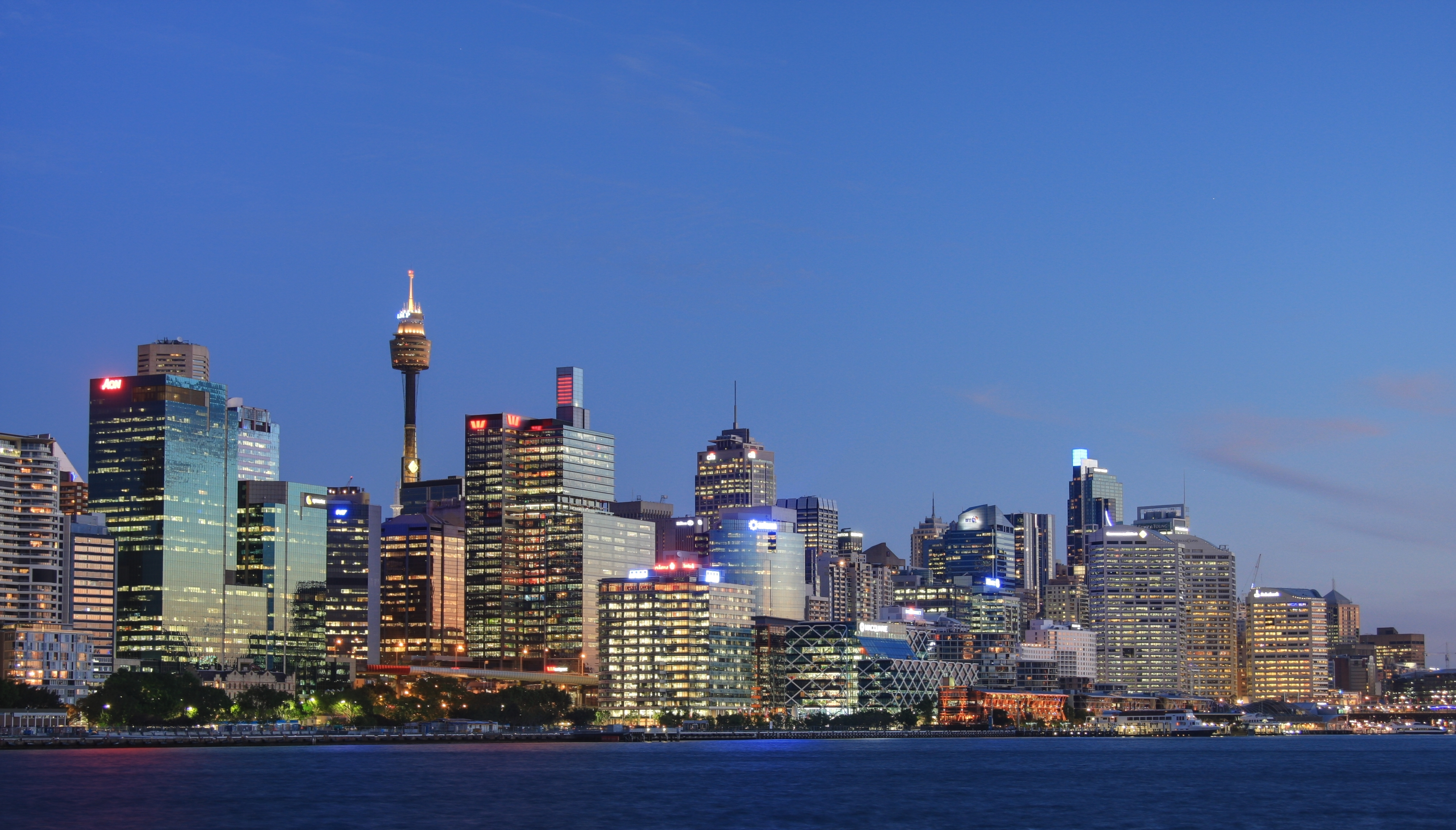
Sydney

L'Economia d'Austràlia posseeix un pròsper creixement a l'estil occidental, ocupant el sisè lloc mundial en termes de PIB per capita per sobre de països com els Estats Units, França, Regne Unit i Alemanya segons els valors nominals emesos pel Fons Monetari Internacional el 2012. El país té un cost de vida relativament baix.
L'avantatge competitiu en productes primaris és un reflex de la riquesa natural del continent australià i el seu petit mercat domèstic; 20.3 milions de persones ocupen un territori gairebé de la grandària dels Estats Units. La indústria de serveis s'ha expandit durant les dècades recents a costa del sector manufacturer, el qual en l'actualitat representa una mica menys del 12 per cent del PIB.
L'èmfasi d'Austràlia en les reformes és un factor clau darrere de la contínua fortalesa de l'economia. A la dècada de 1980, el Partit Laborista Australià, dirigit pel primer ministre Bob Hawke i el tresorer Paul Keating, va donar inici a la modernització de l'economia australiana en alliberar el tipus de canvi del dòlar australià el 1983, conduint a una total desregularització financera (el 1992 es va permetre la lliure entrada de bancs estrangers).
Avui, àrees de preocupació per a alguns economistes inclouen el crònic dèficit del seu compte corrent i també els alts nivells d'endeutament extern net del sector privat.